# Ан-Нуман III
ан-Нуман III ибн аль-Мунзир (араб. النعمان بن المنذر‎; ум. 602, Ктесифон) — последний царь (малик) Лахмидов, правивший в 580—602 годах, один из сыновей царя аль-Мунзира IV, один из наиболее известных властителей царства. Во время его правления столица государства аль-Хира стала центром арабской поэзии. С 590 года являлся последователем несторианской церкви Востока. Как и его предшественники активно воевал с другими арабскими властителями. В 602 году сасанидский шахиншах Хосров II окончательно низложил его и его династию, а затем убил.

## Биография
Будущий малик ан-Нуман III родился в семье царя Лахмидов аль-Мунзира IV и Сальмы, дочери еврейского ювелира из Фадака, невольницы, захваченной в плен и подаренной малику аль-Харисом ибн Хисном. Ибн Джарир ат-Табари называл Сальму его служанкой. Это сыграло против ан-Нумана III в начале его правления, поскольку арабы придавали большое значение происхождению в том числе и матери, а не только властного отца. Детство ан-Нуман провёл воспитанником знатного рода Бану Айюб. Согласно повествованиям о поэте Ади ибн Зайде, который жил в столице государства Лахмидов в годы правления ан-Нумана и принадлежал именно к Бану Айюб, Сасаниды передали власть над землями царства Ийасу ибн Кабисе, вождю племенного союза Тайи. Царь Сасанидов Хосров I Ануширван не видел достойного преемника и собирался посадить в царство своего наместника-перса с 10-тысячным войском. Однако, благодаря вмешательству поэта, что служил при сасанидском дворе переводчиком, Хосров узнал о сыновьях и велел привести их в столицу, Ктесифон. Хотя у ан-Нумана, согласно повествованию об Ади, было более 10 сыновей (согласно некоторым источникам — 12 или 13, но точное количество остаётся неизвестным), по именам называются лишь двое — ан-Нуман и его брат аль-Асуад. Поэт поддержал ан-Нумана как воспитанника своего рода, научив его общаться с царём, благодаря чему он проявил себя лучше остальных братьев, и Хосров назначил его властителем Лахмидов. В анналах государства Лахмидов его правление называют одним из самых запоминающихся после правления его деда аль-Мунзира III. На чрезвычайно пышной коронации присутствовал и шахиншах Сасанидов Ормизд IV. Несмотря на это начало его правления было неспокойным и неоднозначным. По выражению историка Дмитрия Мишина, «ан-Нуман, казалось, имел всё, чтобы не быть правителем». Внешность (арабские источники и Ади ибн Зайд описывают ан-Нумана как низкорослого, рябого и смуглого человека, который этим отрицательно выделялся на фоне белокожих братьев), происхождение матери и личность его жены Мауии, для которой он был уже четвёртым мужем, а в прошлом и пасынком, которая, по слухам, была блудницей и которую арабы (по предположению Мишина, насмехаясь) называли «аль-Мутаджаррида», то есть «Всецело преданная». В связи с этим для укрепления своей власти новый малик начал править твёрдой рукой и кроваво, казнив в том числе нескольких своих приближенных.
Арабист И. Шахид охарактеризовал ан-Нумана как сильного и деятельного правителя, который вёл многие войны с арабскими племенами. В годы его правления обстановка внутри аль-Хиры также была напряжённой: в частности против его царствования выступили бану Марина и Айюб. Последний при этом ранее был дружественен к Лахмидам. После воцарения ан-Нуман III предпринял попытку лишить привилегии руководства в битве членов клана Ярбук, однако последние воспротивились этому решению. Последовала сильная сеча, в ходе которой представители Ярбук нанесли своему противнику поражение. Возглавлявших войска брата ан-Нумана Хасана и его сына Кабуса попали в плен, и малику пришлось заплатить тысячу верблюдов, чтобы они вернулись домой. В годы начала правления ан-Нумана влияние, которое на него оказывал Ади ибн Зайд было неоспоримым. Одной из причин было то, что он был женат на сестре ан-Нумана (хотя некоторые источники называют женщину его дочерью) — Хинд. Тем не менее, у него был знатный соперник, принадлежавший к роду Бану Арина, — Ади ибн Аус, которому благодаря подношениям и тому, что Ади ибн Зайд находился при дворе Сасанидов, удалось снискать уважение и стать ближе к царю. По его наущению многие из тех, кто находился при дворе малика, стали очернять Ибн Зайда, заявляя, что последний относится к ан-Нуману как к подданному. Это привело к тому, что по прибытии Ибн Зайда в Хиру люди малика схватили его и заточили в темницу. Исходя из одного из отрывков стиха Ибн Зайда, Мишин делает вывод, что последний надеялся на смягчение наказания, однако царь не собирался его отпускать. Ади ибе Зайд скончался в темнице, и за большую взятку посол Сасанидов согласился доложить своему господину о том, что ан-Нумана во время этого события не было в городе.
Около 580 года соседнее с Лахмидами арабское племя Гассанидов впало в немилость к Византии, что привело к дезорганизации их отношений и уменьшения роли арабов в войне с Сасанидами в 580-х годах. В связи с этим Лахмиды в годы правления ан-Нумана практически не воевали против них. В источниках есть лишь информация об экспедиции арабов против византийского города Цирцея. Кроме этого ан-Нуман воевал с Хосровом II, сражаясь с ним против мятежников в битве при ан-Нахраване. Вскоре был заключён мир между персами и византийцами, который длился вплоть до начала последней войны в 602 году, то есть после убийства ан-Нумана. Это исключило возможность Лахмидам даже при желании напасть на земли Гассанидов или греков.
В годы правления ан-Нумана аль-Хира продолжала оставаться величайшим центром культуры во всей доисламской Аравии. Вскоре после того, как он начал править в аль-Хире, здесь поселился известный христианский арабский поэт доисламского периода Ади ибн Зайд. Кроме него в честь ан-Нумана писал свои стихи поэт Набига аз-Зубьяни, с именем которого связан самый ранний из известных сборников арабских стихов, представляющий собой группу панегириков на членов династии Лахмидов. В 590 году ан-Нуман принял христианство, став последователем несторианской церкви Востока. Данная ветвь христианства была достаточно приемлема для Сасанидов, сюзеренов Лахмидов. Кроме того, после женитьбы на христианке-арамейке Ширин (одна из героинь «Тысячи и одной ночи» и главное действующее лицо поэмы Низами «Хосров и Ширин») и заключения мира с Византией стал относиться к нему относительно хорошо. Благодаря этим обстоятельствам аль-Хира стала центром арабского христианства на территории, де-факто подконтрольной Сасанидам. Отсюда христианство распространялось среди прочих арабских племён, в частности в Арабском заливе и в Восточной Аравии.
Питая подозрение к поэту Ади ибн Зайду, которому ан-Нуман был обязан своим воцарением, он заключил его за решётку и казнил. Его сын был влиятельным человеком при дворе Хосрова II, и смог уговорить того отомстить. Ан-Нуман бежал из аль-Хиры в попытке спастись, но в 602 году сдался людям шахиншаха, который отдал приказ растоптать его слонами. Упразднение Лахмидского государства стала фактически самоубийственным поступком для Сасанидов — таким образом они лишили себя щита от арабских племён полуострова. Через 35 лет после казни ан-Нумана состоялась битва при Кадисии, после которой арабы смели Сасанидское государство с лица Земли.

## Дополнительная и художественная литература
- Галкина Н. В. Ночные любимцы. — СПб.: Журнал «Нева», 2002. — С. 228. — 654 с. — ISBN 58-751-6249-X. — ISBN 978-5-875-16249-7.
- Пигулевская Н. В. Арабы у границ Византии и Ирана в IV-VI вв. — Л.: Наука, 1964. — 336 с. — (Труды Академии наук СССР).